# Friedrich von Werder
Benjamin Marquardt Ludwig Friedrich von Werder (* 4. Januar 1891 in Neu Buckow; † 1. Juli 1968 in München) war ein deutscher Polizeibeamter und Polizeipräsident.

## Leben und Wirken
Werder war der Sohn des Generals und Gutshofsbesitzers Dietrich von Werder. Nach dem Schulbesuch studierte er an der Universität Göttingen Rechtswissenschaften. 1911 wurde er Mitglied des Corps Saxonia Göttingen. Nach der Teilnahme am Ersten Weltkrieg, in dem er als Dragoneroffizier zum Einsatz kam, absolvierte er das Referendariat. 1924 bestand er das Assessorexamen.
Nachdem Werder als Regierungsreferent in Merseburg tätig gewesen war, wurde er dem Landrat in Merseburg überwiesen. Im Februar 1925 kam er zur Regierung in Stade. Dort wurde er im Juni 1928 zum Regierungsrat (Berichterstatter in Polizeiangelegenheiten) befördert.
Im Dezember 1930 wurde Werder zur Abteilung IA des Polizeipräsidiums Berlin versetzt, wo er die Leitung der Dezernate 5 (Partei- und Vereinswesen) und 8 (Landesverrat und Spionage) übernahm.
Nach den Ereignissen des sogenannten Preußenschlages vom 20. Juli 1932, in deren Verlauf die Reichsregierung die preußische Landesregierung gewaltsam absetzen ließ, und der damit einhergehenden Reorganisation der preußischen Polizei wurde Werder zum stellvertretenden Leiter der Abteilung I des Polizeipräsidiums ernannt. In dieser Eigenschaft war er verantwortlich für die Durchsuchung der KPD-Fraktionsräume im Reichstagsgebäude in der Nacht der Reichstagsauflösung vom 12. September 1932, wofür der Preußische Landtag auf KPD- und SPD-Antrag die Dienstenthebung und Eröffnung eines Dienststrafverfahrens gegen Werder forderte. Dieses kam jedoch nicht zustande.
Stattdessen wurde Werder am 1. November 1932 kommissarisch und am 25. März 1933 endgültig zum Polizeipräsidenten von Bielefeld ernannt. In dieser Stellung gelang ihm nach Auffassung des dortigen Gauleiters die Beruhigung der kommunistischen Hochburg Bielefeld durch sein energisches Durchgreifen im nationalsozialistischen Sinne. Im Herbst 1933 warnte er demgegenüber den ehemaligen Innenminister Carl Severings vor einem SA-Überfall in Bielefeld.
Ende März 1934 wurde Werder in den einstweiligen Ruhestand versetzt und zum 1. April 1934 zur Regierung in Stettin überwiesen. Im Oktober 1937 folgte die Überweisung zur Regierung in Potsdam, wo er noch Mitte 1943 als Polizeipräsident zur Disposition beschäftigt war.
Nach zeitgenössischen Angaben Grzesinskis war Werder unter anderem früher Mitglied der Staatspartei beziehungsweise der Deutschen Demokratischen Partei (DDP), bevor er 1932 deutschnational wurde, das heißt in das Papen-Lager umschwenkte. Der Schweizer Historiker Christoph Graf kennzeichnete Werder deswegen als
„Beispiel eines unter von Papen aufgerückten und vom NS-Regime in wichtiger Funktion übernommenen und dadurch die Kontinuität von Papen und Hitler kennzeichnenden höheren Beamten der republikanischen Politischen Polizei.“

## Familie
Friedrich von Werder war zweimal verheiratet, 1919 mit Daisy du Roveray, geschieden 1923. In zweiter Ehe 1926 mit Martha Lichtwerk. Mit beiden Ehefrauen hatte er eine Tochter, Ingeborg und Erika.